# Manolis Triantaphyllidis
Manolis Triantaphyllidis, auch Triantafyllidis (griechisch Μανόλης Τριανταφυλλίδης; * 15. November 1883 in Athen, Griechenland; † 20. April 1959 ebenda) war ein bedeutender neugriechischer Sprachwissenschaftler, Grammatiker, Demotizist und Pädagoge. Berühmtheit erlangte er vor allem durch seine Grammatik der neugriechischen Volkssprache (1941), die bis heute maßgeblich ist.

## Leben und Werk
Triantaphyllidis war über Jahrzehnte hinweg eine herausragende Gestalt des neugriechischen Geisteslebens und der Wissenschaft. Bereits 1910 nahm er als Gründungsmitglied des liberalen Bildungsvereins (Εκπαιδευτικός Όμιλος) zusammen mit Dimitrios Glinos und Alexandros Delmouzos eine wichtige Rolle ein und stand in der Sprachfrage auf der Seite der Volkssprache. Von 1917 bis 1920 war er Oberster Aufseher der Volksbildung (Ανώτερος Επόπτης της δημοτικής εκπαίδευσης), von 1926 an Professor für Sprachwissenschaft und neugriechische Grammatik an der Universität Thessaloniki. 1941 veröffentlichte Triantaphyllidis – mit einem Vorwort des damals regierenden Faschisten Ioannis Metaxas – seine berühmte Grammatik der neugriechischen Volkssprache, die in 14 Sprachen übersetzt wurde und noch heute von Sprachwissenschaftlern als verlässliche und kompetente Quelle verwendet wird.
Triantaphyllidis zu Ehren wurde in seinem Todesjahr an der Aristoteles-Universität das Institut für neugriechische Studien, die Manolis-Triantaphyllidis-Stiftung (Ινστιτούτο Νεοελληνικών Σπουδών, Ίδρυμα Μανόλη Τριανταφυλλίδη), gegründet, die sich aus seinem Vermächtnis speiste. Sein Gesamtwerk wurde in acht Bänden herausgegeben.